# Kepler-62e
Kepler-62e ist ein Exoplanet, der den Stern Kepler-62 umkreist. Er wurde mithilfe der Transitmethode durch das Kepler-Weltraumteleskop entdeckt. Kepler-62e ist wahrscheinlich ein erdähnlicher Planet. Er befindet sich in der habitablen Zone seines Sternes. Es wäre somit möglich, dass auf dem Planeten Leben existiert.

## Aufbau
Angesichts des Alters des Planeten (7±4 Milliarden Jahre), seines stellaren Flusses (1,2±0,2-fache der Erde) und seines Radius (1,61±0,05-fache der Erde) ist es möglich, dass der Planet einen Kern aus Silikat und Eisen besitzt und von einer erheblichen Menge Wasser bedeckt ist. Laut einer Modellstudie, die von der Zeitschrift The Astrophysical Journal akzeptiert wurde, ist der gesamte Planet von einem großen Ozean umgeben. Er wäre damit ein sogenannter Ozeanplanet.

## Umlaufbahn
Der Planet umkreist sein Zentralgestirn Kepler-62 in 122 Tagen. Er ist ungefähr 60 Prozent größer als die Erde.
Insgesamt wurden fünf Planeten entdeckt, die Kepler-62 umkreisen. Unter ihnen befindet sich auch Kepler-62f, der sich ebenfalls in der habitablen Zone des Sternes befindet.